# Chanig ar Gall
Pour les articles homonymes, voir ar Gall.
Chanig ar Gall, née Jeanne-Marie Guillamet le 5 mai 1922 à Saint-Cadou (commune de Sizun, Finistère) et décédée le 9 avril 2012 à Brest, est une pionnière de la radio-télévision en langue bretonne. Elle est également femme de lettres, de théâtre et de scène.

## Biographie
Elle est issue d’une famille originaire de Telgruc-Argol, dans la presqu'île de Crozon. Elle épouse Charles Le Gall, avec qui elle collabore pendant des années à la radio et à la télévision en langue bretonne. Elle apprend d'ailleurs le breton pour pouvoir participer aux premières émissions en breton aux côtés de son mari.
À partir de 1964 elle officie sur Radio-Brest, puis à partir de 1971 sur Télé-Bretagne dans l'émission  Breiz o veva, le premier magazine en langue bretonne de la télévision.

## Distinctions
- Décorée de l'ordre de l'Hermine en 1990 en compagnie de son époux Charles ar Gall.
- Chevalier des Arts et des Lettres

## Publications
- Jeanne-Marie Guillamet (préf. Jean-François Coatmeur, ill. Jean-Pierre Guiriec), L'Argolienne, Brest, éd. du Liogan, 1992, 190 p. (ISBN 978-2-908463-05-7)Prix des écrivains bretons en 1993
- (fr + br) Per-Jakez Helias, Lagad an tan / L'œil du feu : Anthologie bilingue présentée par Chanig ar Gall, Brest, Brud Nevez, 2004, 60 p. (ISBN 2-86775-219-1, présentation en ligne)

### Sources
- « Chanig ar Gall est décédée lundi, à Brest », Ouest-France,‎ 10 avril 2012 (lire en ligne)
- « Biographie de Chanig ar Gall », sur Site des archives Charles Le Gall (consulté le 2 octobre 2012)